# Saint-Gilles-des-Marais
Saint-Gilles-des-Marais è un comune francese di 101 abitanti situato nel dipartimento dell'Orne nella regione della Normandia.

## Società

### Evoluzione demografica
Abitanti censiti